# Rurociąg

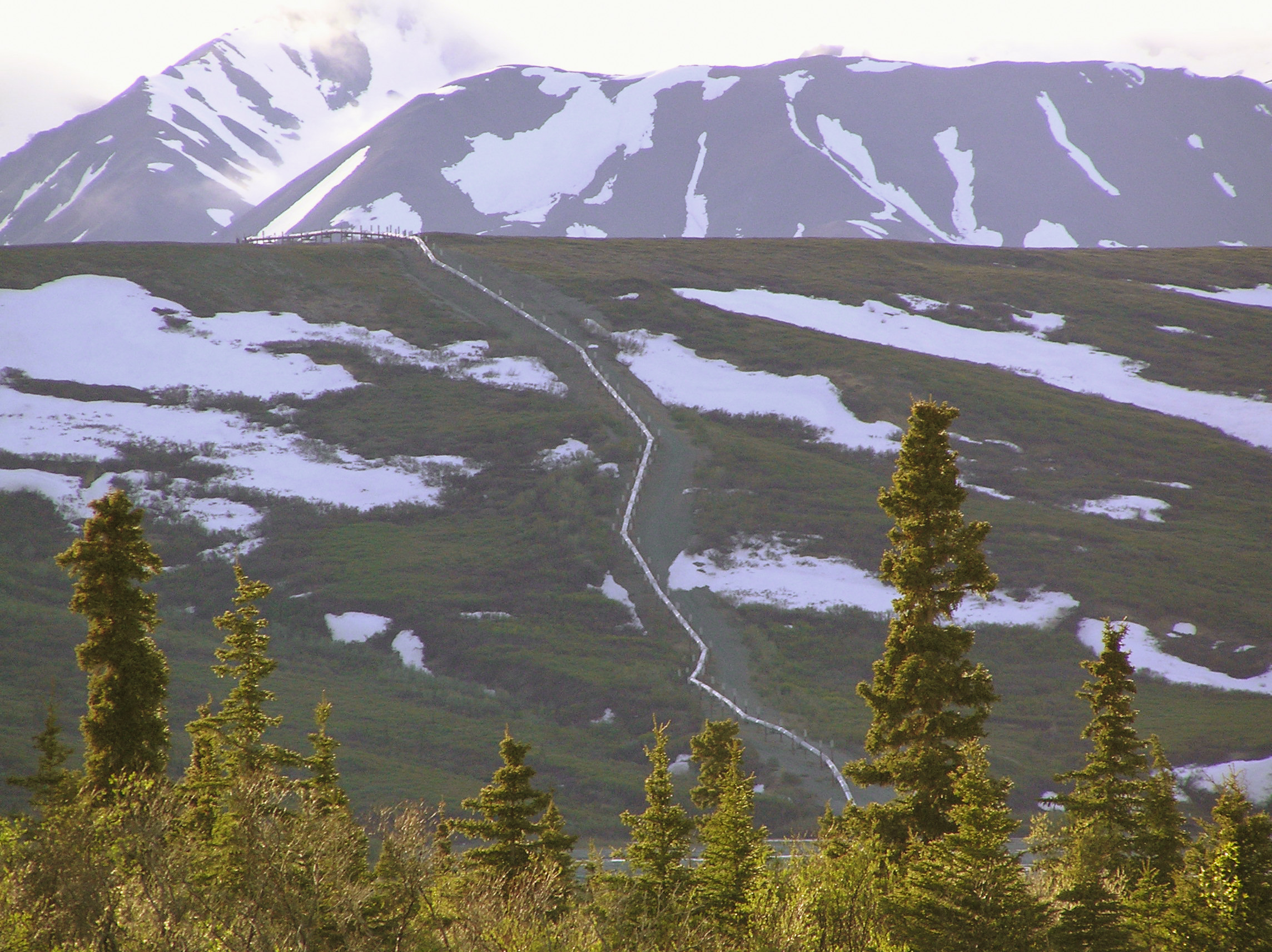
Ropociąg Trans-Alaska

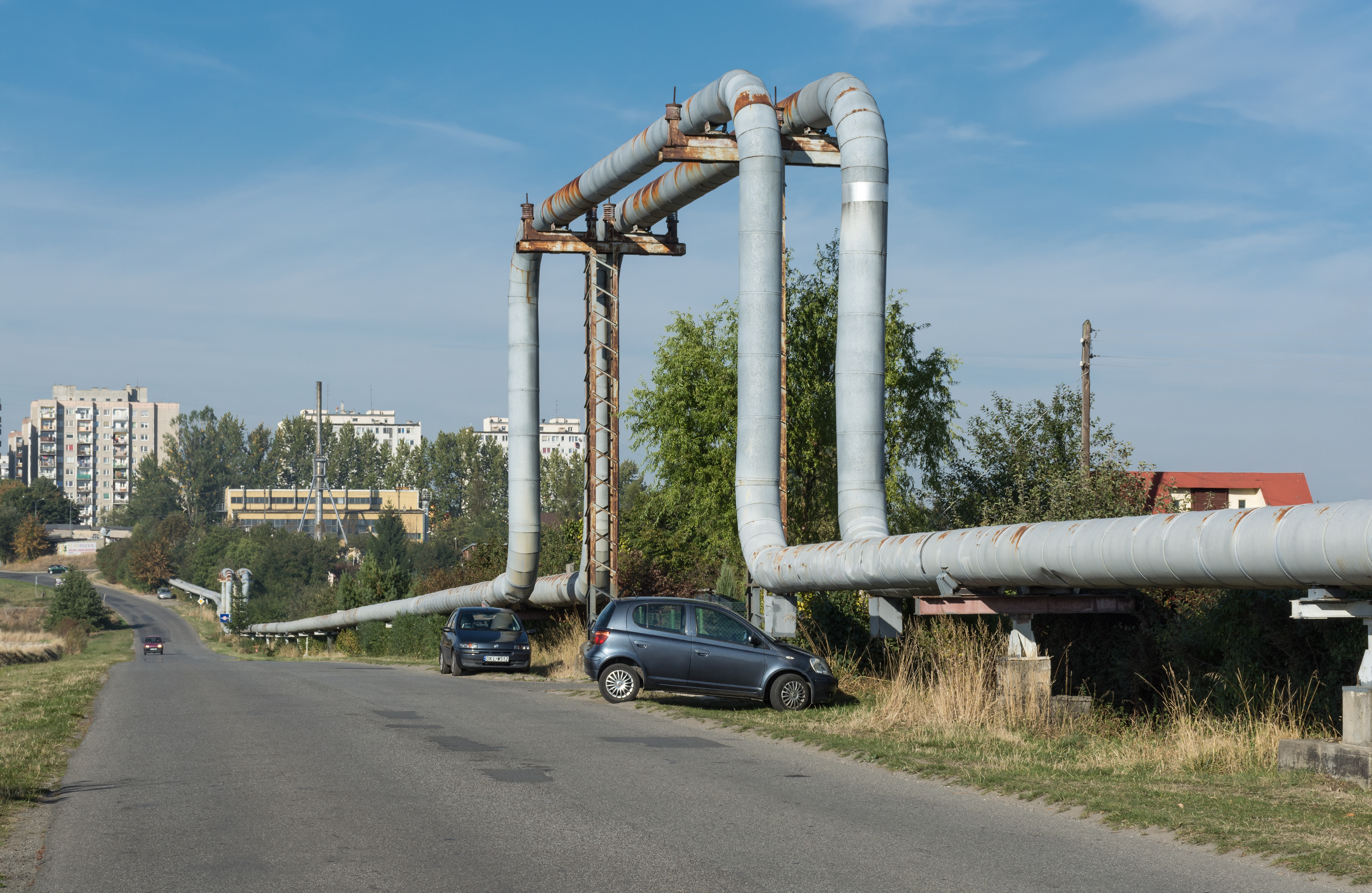
Rurociąg ciepłowniczy w Kłodzku

Rurociąg – budowla liniowa służąca do przesyłania płynów i mieszanin.
Według Dyrektywy ciśnieniowej (2014/68/UE) rurociągi oznaczają części składowe instalacji rurowych przeznaczonych do transportu płynów, po połączeniu razem w zintegrowany układ ciśnieniowy. Rurociągi obejmują w szczególności rury lub układ rur, kształtki rurowe, złączki, kompensatory, przewody elastyczne lub inne stosowne części składowe przenoszące ciśnienie.
W przypadku gazów i cieczy każda chemicznie stabilna substancja może być przesyłana przez rurociąg. Istnieją więc rurociągi transportujące ścieki, wodę lub nawet piwo.
Najważniejsze z ekonomicznego punktu widzenia są rurociągi transportujące ropę naftową (ropociąg) i gaz ziemny (gazociąg).

## Rurociągi ropy naftowej i gazu ziemnego
Mówiąc o transporcie znacznych ilości ropy naftowej i gazu ziemnego na powierzchni, transport rurociągowy jest jedyną ekonomicznie opłacalną drogą. W porównaniu do kolei, ma mniejszy koszt na jednostkę i większą przepustowość.
Rurociągi ropy naftowej są wykonane ze stalowych rur o wewnętrznym przekroju 30 do 120 cm. Tam gdzie to możliwe, są budowane na powierzchni ziemi. Ropa naftowa jest utrzymywana w ruchu przez system stacji pomp, budowanych wzdłuż rurociągu i zwykle płynie z prędkością około 1 do 6 m/s.

## Wypadki
Przy rurociągach przenoszących łatwopalne lub wybuchowe materiały takie jak gaz ziemny lub ropa naftowa mogą występować problemy z utrzymaniem bezpieczeństwa.
- 4 czerwca 1989 – Iskry z dwóch przejeżdżających pociągów spowodowały eksplozję gazu wyciekającego z rurociągu LPG w pobliżu Ufy w Rosji. Zginęło do 645 osób.
- 17 października 1998 – pod Jesse w Nigerii rurociąg ropy naftowej eksplodował zabijając około 1200 mieszkańców wsi – był to najtragiczniejszy z wielu podobnych wypadków w tym kraju.
- 10 czerwca 1999 – wyciek rurociągu w Bellingham w stanie Waszyngton. Opary z wycieku eksplodowały, zabijając dwoje dzieci.
- 30 lipca 2004 – ważny rurociąg gazu ziemnego eksplodował w Ghislenghien w Belgii, blisko Ath (trzydzieści kilometrów na południowy zachód od Brukseli), zabijając co najmniej 23 ludzi i raniąc 122, część krytycznie.
- 26 grudnia 2006 – ponad 260 osób zginęło w wyniku eksplozji rurociągu naftowego w Nigerii.